# 오신로
오신로(Osin-ro)는 충청남도 예산군 오가면 면허시험장사거리에서 신암면 능주면까지 연결하는 도로이다.

## 주요 경유지
충청남도
- 예산군 (오가면 . 신암면)

## 노선
| 이름                  | 접속 노선                   | 소재지 | 소재지 | 비고 |
| --------------------- | --------------------------- | ------ | ------ | ---- |
| 면허시험장 사거리     | 국도 제21호선 (충서로)      | 예산군 | 오가면 |      |
| 신석교                |                             | 예산군 | 오가면 |      |
| 신대교                |                             | 예산군 | 오가면 |      |
| 임성 교차로           | 국도 제45호선 (윤봉길로)    | 예산군 | 오가면 |      |
| 오촌사거리 회전교차로 | 지방도 제618호선 (황금뜰로) | 예산군 | 오가면 |      |
| (이름없음)            | 조곡남로                    | 예산군 | 신암면 |      |
| 용궁사거리            | 추사고택로                  | 예산군 | 신암면 |      |
| 신택 교차로           | 국도 제32호선 (예당평야로)  | 예산군 | 신암면 |      |
| (이름없음)            | 추사로                      | 예산군 | 신암면 |      |
| 추사로와 직결         |                             |        |        |      |

## 주요 건물 및 시설
- S-OIL 오산주유소 (오신로 637/오산리 467-1)
- 오산3리마을회관 (오신로 643/오산리 467-16)